# Louise Hammarström
Louise (Lovisa) Katarina Hammarström (25 de mayo de 1849-5 de noviembre de 1917) fue una química sueca. Fue la primera mujer química con educación formal de Suecia.

## Biografía
Louise Hammarström fue la hija de un vicario. Huérfana a una temprana edad, creció en una fundición en Dalarna, en el centro de Suecia, donde se interesó en las sustancias químicas. Fue estudiante en Konstfack, estudió química por clases privadas, y en 1875 fue contratada en el laboratorio del ingeniero Werner Cronquist en Estocolmo, donde se mantuvo activa como asistente entre 1876 y 1881. Posteriormente trabajó como química mineral en las fundiciones de Bångbro (1881–1887), Fagersta (1887–1891) y Schisshyttan (1891–1893). En 1893 abrió su propio laboratorio, en el cual se concentró principalmente en minerales y estudios geológicos.[cita requerida]